# 新倉町ランプ
新倉町ランプ（しんくらちょうランプ）は広島県三原市新倉町にある、国道2号三原バイパスのランプである。三原バイパスの終点であり、広島方面の国道2号在来道と直結する。三原バイパスのランプウェイが広島県道344号大草三原線（旧国道2号）の間に入る形であるが、ランプウェイが旧国道の上り線を跨ぐため、上り線分岐点は下り線合流点より西寄りにある。三原バイパスと旧国道2号を結ぶランプウェイはない。

## 道路
- 国道2号三原バイパス

## 接続道路
- 国道2号（新倉交差点）

## 沿革
- 2002年（平成14年）4月27日 : 頼兼町ランプ - 新倉町ランプ間開通により供用を開始する。

## 周辺の地理
- 沼田川
- 沼田川防災ステーション
- JR山陽本線線路跡…1990年（平成2年）6月26日高架化による付け替えにより廃止。

## 隣
三原バイパス
頼兼町ランプ - 新倉町ランプ（終点）